# Sklerallinse

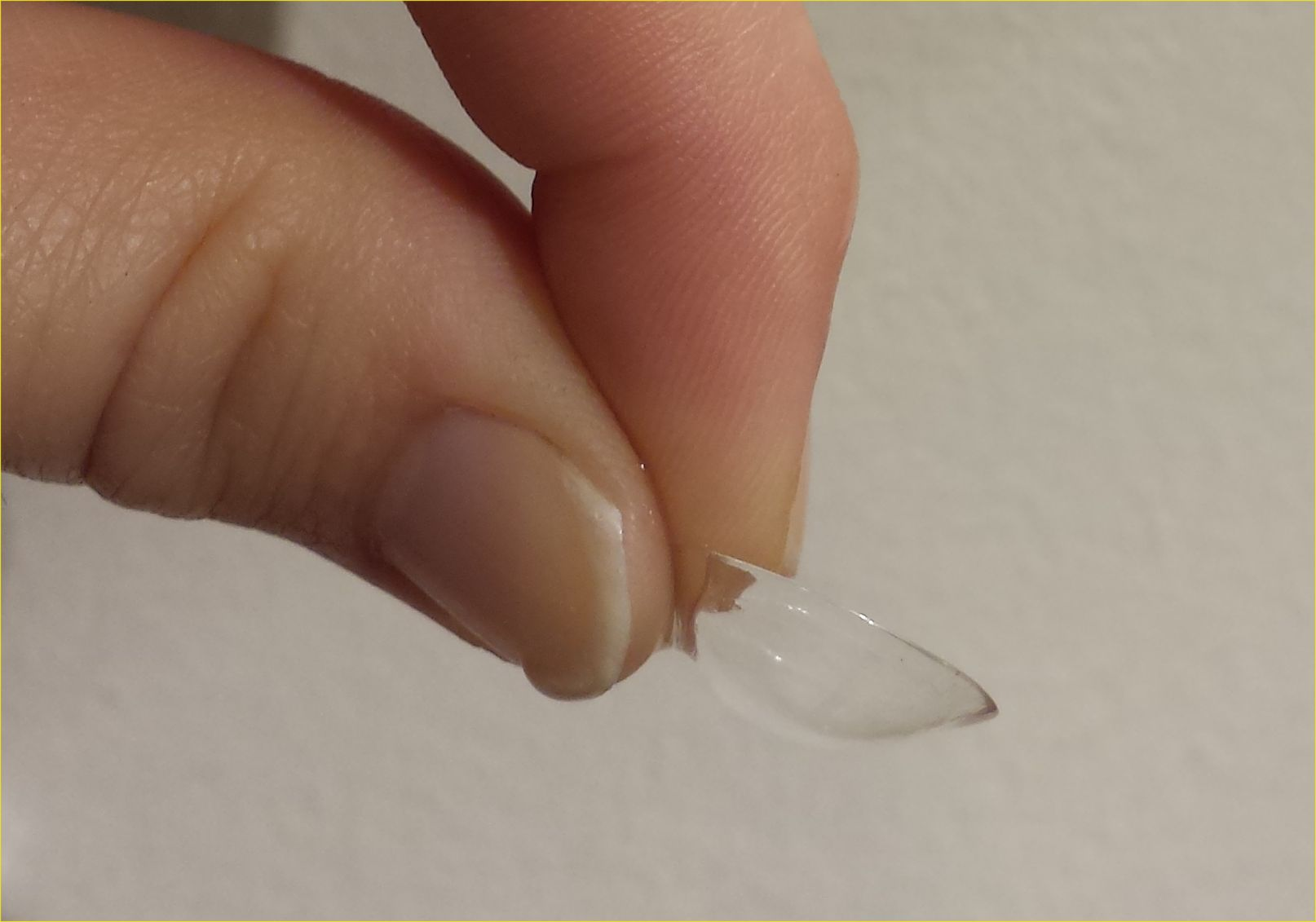
Ansicht von der Seite, an Auge angepasste Wölbung gut sichtbar

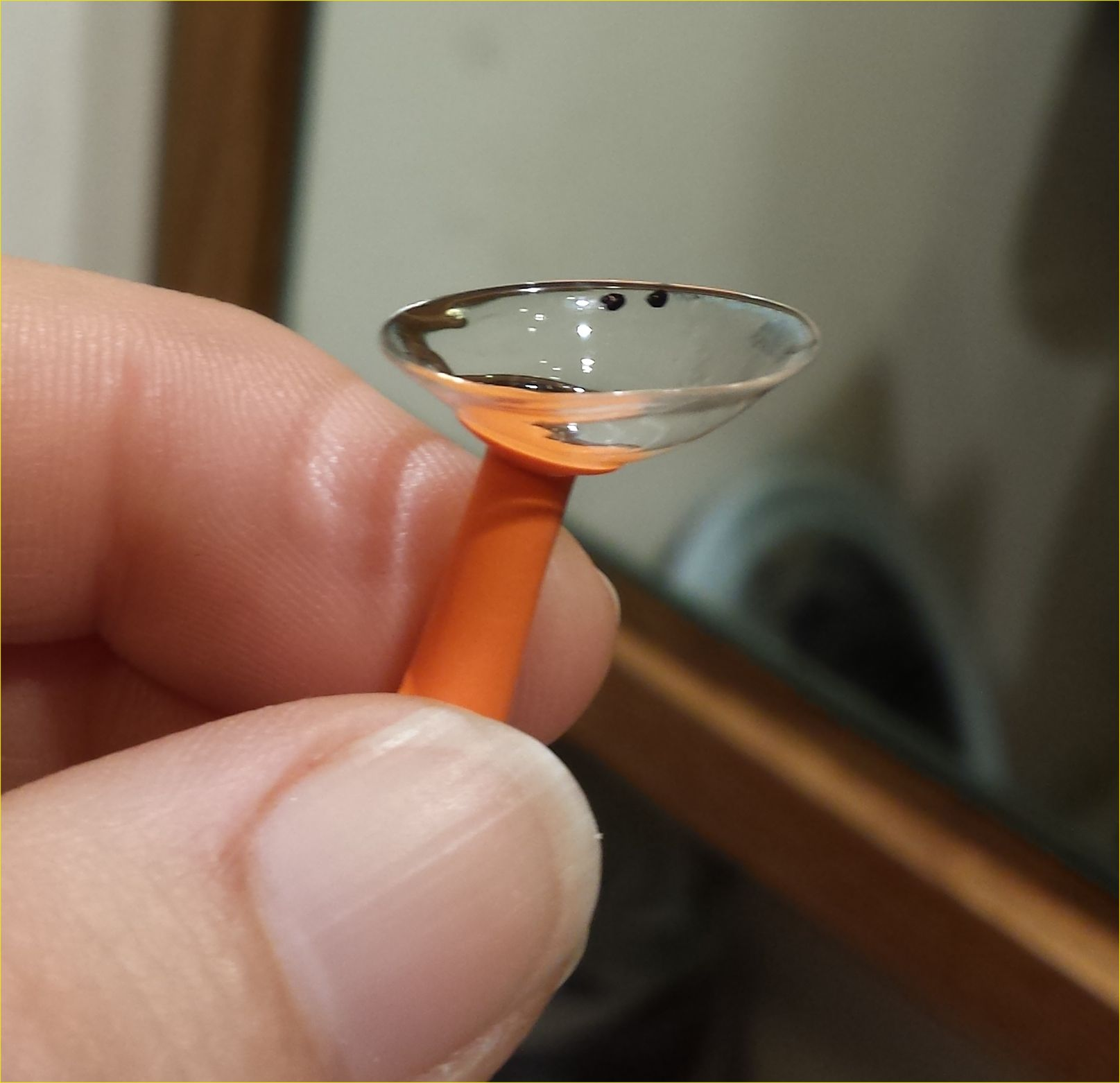
Linse auf einem Sauger; die Punkte am hinteren Rand sind keine Verschmutzung, sondern eine Hilfe für den Anwender

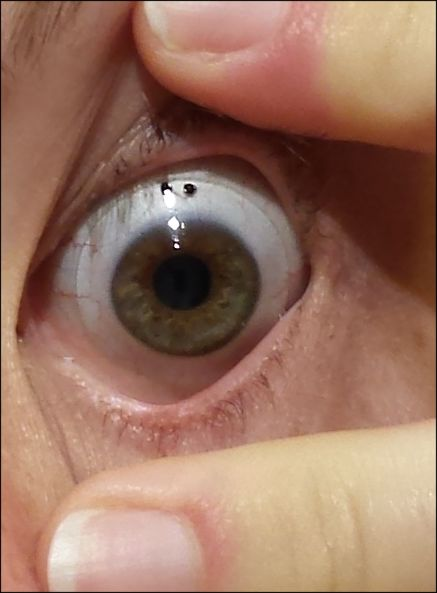
Sklerallinse auf dem Auge

Sklerallinsen sind formstabile, hoch gasdurchlässige Kontaktlinsen. Eine Sklerallinse liegt anders als die reguläre formstabile Kontaktlinse nicht auf der Hornhaut auf, sondern auf der Lederhaut des Auges (der Sklera). Eugène Kalt erfand die Sklerallinsen für die visuelle Therapie von Keratokonus. Seit etwa 2005 sind diese wieder in den Vordergrund getreten. Neue, hoch gasdurchlässige Materialien ermöglichen eine gesunde Versorgung der Augen mit großen Linsen. Der relativ dicke Tränenfilm zwischen Linse und der Hornhautoberfläche gleicht die Irregularitäten des Auges aus und sorgt für eine verhältnismäßig gute Sehleistung.

## Medizinische Verwendung
Sklerallinsen können verwendet werden, um die Sehkraft zu verbessern. Sie sind geeignet für Menschen mit Schmerzen und Lichtempfindlichkeit bei einer wachsenden Anzahl von Erkrankungen oder Verletzungen des Auges, wie ein starkes Trockene-Augen-Syndrom, Mikrophthalmie, Keratokonus, Keratektasie, Stevens-Johnson-Syndrom, Sjögren-Syndrom, Aniridie, neurotrophe Keratopathie, Komplikationen nach einer LASIK-OP, starke Abbildungsfehler des Auges, Komplikationen nach Hornhauttransplantation und pelluzide marginale Degeneration. Verletzungen des Auges wie chirurgische Komplikationen, verzerrte Hornhautimplantate sowie chemische Verletzungen und Verbrennungen können auch durch die Verwendung von Sklerallinsen behandelt werden. Sklerallinsen können auch verwendet werden bei Menschen, die für weiche oder harte Kontaktlinsen zu empfindlich sind, aber eine starre Linse zur Sehkorrektur wie Astigmatismus benötigen.
Mit Sklerallinsen ist bei ausgeprägtem Keratokonus oft auch eine bessere Sehschärfe gegenüber kleinen cornealen Kontaktlinsen zu erreichen. Die krummen Linsenflächen und die meist starke Beweglichkeit der kleinen harten Linsen erzeugen oft starke optische Abbildungsfehler und ein inkonstantes Sehen. Durch die geringe Bewegung, die konstante Tränenfilmdicke zwischen Auge und Linse und die flacheren Krümmungsradien der Skerallinse entsteht ein ideales optisches System und ein deutlicheres Sehen.

## Neuere Verwendung
Heute werden gefärbte Sklerallinsen gern beim Cosplay, als Partygag oder beim Karneval benutzt.

## Vorteile
Sind stabil und kratzfest mit längerer Lebensdauer als normale Linsen, neigen wenig zu Ablagerungen und es ist ein kleinerer Pflegeaufwand nötig. Der Tragekomfort der Sklerallinsen ist dem der Weichlinsen gleichzusetzen, da die Linsen wesentlich größer sind, sich weniger auf dem Auge bewegen und die sensible Hornhaut nicht berühren.

## Nachteile
Da beinahe das ganze Auge bedeckt ist und nicht wie bei einer kleineren Kontaktlinse nur Teile der Augenhornhaut, besteht die Gefahr, dass das Auge schlechter mit Nährstoffen und Sauerstoff versorgt wird. Dies ist besonders bei „Partylinsen“ gegeben, da diese schlechter gasdurchlässig sind und dem Auge nicht angepasst wurden. Es drohen gefährliche Augenerkrankungen, im schlimmsten Fall sogar ein Verlust des Sehvermögens. Augenärztlich verordnete und fachkundig angepasste Sklerallinsen sind nicht gefährlicher als normale Linsen. Spezifische Komplikationen sind Infektionen und Bindehautschäden. Tauchsportler berichteten keine schwerwiegenden Probleme mit derartigen Linsen.